# Драго Ковачевић
Драго Ковачевић (Книн, 1953 — Београд, 27. новембар 2019) био је српски писац, новинар и политичар. Живео је и радио у Београду за Српски демократски форум.

## Биографија и каријера
Рођен је 1953. године у Книну. Био је Министар информисања Републике Српске Крајине током 1995. године. Такође је био на позицији градоначелника Книна, након Милана Бабића, којем је касније сведочио на суђењу у Хашком трибуналу. Био је кандидат на изборној листи Чедомира Јовановића на изборима за народне посланике у Србији, 2012. и 2014. године. Био је сарадник Самосталног српског недељника „Новости” и веб-портала Autograf.hr.

## Радови
- Кавез (2003)
- НК Динара, Книн: 1913—2013; ни мањег града ни већег клуба (2013)
- Кундак Боже Каурина и друге приче (2015) [7]